# Disphyma
Disphyma é um género de plantas com flor, monotípico, pertencente à família Aizoaceae. São arbustos suculentos.
Ocorre na África do Sul, Austrália e Nova Zelândia. A sua única espécie, Disphyma crassifolium, é dividida em duas subespécies, D. crassifolium subsp. crassifolium e D. crassifolium subsp. clavellatum.

## Descrição
Cresce como planta herbácea anual ou arbusto suculento, de maneira prostrada, atingindo 30 cm de altura. As suas folhas são redondas em secção transversal. As flores são rosa, púrpura ou violeta.

## Taxonomia
Disphyma crassifolium foi publicada em primeiro lugar como Mesembryanthemum crassifolium por Lineu em 1753, com base em material proveniente da África do Sul. Em 1786, Georg Forster publicou M. australe baseado em material proveniente da Nova Zelândia. Forster falhou em não ter dado uma descrição, no entanto, uma descrição válida deriva de William Aiton, que a publicou em 1789. Em 1803, Adrian Hardy Haworth publicou M. clavellatum com base em plantas germinadas em Kew, a partir de sementes colhidas na Austrália. Como tal, espécies distintas foram publicadas com base em cada país em que ocorriam.
O género Disphyma foi publicado por N. E. Brown em 1925. A espécie-tipo do género era M. crassifolium, que poderia ser transferida para Disphyma como D. crassifolium. Aparentemente, Brown negligenciou a transferência formal da espécie, tendo sido feita posteriormente em 1927 por Harriet Margaret Louisa Bolus. Três ano depois, Brown transferiu M. australe para Disphyma como D. australe. Robert James Chinnock publicou um novo nome de espécie, D. blackii em 1971, e cinco anos mais tarde transferiu M. clavellatum para Disphyma.
No início da década de 1980, Hugh Francis Glen determinou, com base numa análise multivariada, que Disphyma seria monotípica. Todos os outros nomes foram dados como sinónimos de D. crassifolium. Esta situação manteve-se até 1986, quando foi decidido que as populações sul-africanas diferiam o suficiente das australianas e neozelandesas, para que se pudessem distinguir duas subespécies. D. crassifolium subsp. clavellatum foi então considerada incluir as populações da Austrália e Nova Zelândia, com o autónimo D. crassifolium subsp. crassifolium definido como englobando as plantas da África do Sul.

## Distribuição e habitat
Disphyma tem uma vasta distribuição na África do Sul, Austrália e Nova Zelândia. Cresce em zonas salinas, em dunas costeiras, tolerando um conjunto alargado de tipos de solo como o arenoso e o argiloso.
Em Portugal ocorre como espécie introduzida, em Portugal continental e nos Açores, mais propriamente na Ilha Terceira.